# 11625 Francelinda
11625 Francelinda este un asteroid din centura principală de asteroizi.

## Descriere
11625 Francelinda este un asteroid din centura principală de asteroizi. A fost descoperit pe 20 octombrie 1996 la San Marcello Pistoiese de Luciano Tesi și Gabriele Cattani. Asteroidul prezintă o orbită caracterizată de o semiaxă mare de 3,04 ua, o excentricitate de 0,08 și o înclinație de 11,7° în raport cu ecliptica.